# Bark Seghiri
 (avril 2023).
La mise en forme du texte ne suit pas les recommandations de Wikipédia : il faut le « wikifier ».
Les points d'amélioration suivants sont les cas les plus fréquents. Le détail des points à revoir est peut-être précisé sur la page de discussion.
- Les titres sont pré-formatés par le logiciel. Ils ne sont ni en capitales, ni en gras.
- Le texte ne doit pas être écrit en capitales (les noms de famille non plus), ni en gras, ni en italique, ni en « petit »…
- Le gras n'est utilisé que pour surligner le titre de l'article dans l'introduction, une seule fois.
- L'italique est rarement utilisé : mots en langue étrangère, titres d'œuvres, noms de bateaux, etc.
- Les citations ne sont pas en italique mais en corps de texte normal. Elles sont entourées par des guillemets français : « et ».
- Les listes à puces sont à éviter, des paragraphes rédigés étant largement préférés. Les tableaux sont à réserver à la présentation de données structurées (résultats, etc.).
- Les appels de note de bas de page (petits chiffres en exposant, introduits par l'outil «  Source ») sont à placer entre la fin de phrase et le point final[comme ça].
- Les liens internes (vers d'autres articles de Wikipédia) sont à choisir avec parcimonie. Créez des liens vers des articles approfondissant le sujet. Les termes génériques sans rapport avec le sujet sont à éviter, ainsi que les répétitions de liens vers un même terme.
- Les liens externes sont à placer uniquement dans une section « Liens externes », à la fin de l'article. Ces liens sont à choisir avec parcimonie suivant les règles définies. Si un lien sert de source à l'article, son insertion dans le texte est à faire par les notes de bas de page.
- La présentation des références doit suivre les conventions bibliographiques. Il est recommandé d'utiliser les modèles {{Ouvrage}}, {{Chapitre}}, {{Article}}, {{Lien web}} et/ou {{Bibliographie}}. Le mode d'édition visuel peut mettre en forme automatiquement les références.
- Insérer une infobox (cadre d'informations à droite) n'est pas obligatoire pour parachever la mise en page.

Pour une aide détaillée, merci de consulter Aide:Wikification.
Si vous pensez que ces points ont été résolus, vous pouvez retirer ce bandeau et améliorer la mise en forme d'un autre article.
 (avril 2023).
Bark Seghiri, né le 8 août 1978 à Argenteuil en France, est un footballeur franco-algérien,.

## Biographie
Bark Seghiri est arrivé au Paris Saint-Germain en 1997, en provenance du RC Paris. Le défenseur, natif d’Argenteuil, fait la navette entre le CFA (équipe B) et le CFA2 (équipe C). Il participe parfois à certains matches amicaux de l’équipe professionnelle et porte le maillot de l’équipe de France U18,.
Il prend véritablement son envol au Istres FC (Nat. puis L2). Il participe activement dès son arrivée à la montée en L2. Il dispute 85 matches avec le club sudiste, pour 3 buts inscrits.
Il signe en 2003 à Wasquehal Football (Nat.), où il dispute 30 rencontres. Il rejoint ensuite le club grec de l'Iraklis Thessalonique (D1), où il dispute 44 rencontres (2 buts).
Il est engagé par l’APOEL Nicosie à Chypre. En trois ans sur l’île, il remporte le championnat à deux reprises: une coupe nationale (2008) et la Super-coupe chypriote (2008). Il dispute 51 matches (1 but) avec le club de Nicosie. Il participe également à huit rencontres européennes.
En 2009, il retourne en Grèce au Panserraikos FC, club relégué en D2. Il ne dispute que 7 matches, n’entrant pas dans les plans du nouveau coach; 

## Palmarès
- Champion de Chypre en 2007 et 2009 avec l'APOEL Nicosie
- Vainqueur de la Coupe de Chypre en 2008 avec l'APOEL Nicosie
- Vainqueur de la Supercoupe de Chypre en 2008 avec l'APOEL Nicosie

## Statistiques
| Saison    | Club          | Championnat | Championnat  | Championnat | Championnat | Championnat | Continent    | Continent | Continent | Continent | Coupes nationales | Coupes nationales | Coupes nationales | Coupes nationales | International | International | International | International | Total        | Total | Total | Total |  |
| --------- | ------------- | ----------- | ------------ | ----------- | ----------- | ----------- | ------------ | --------- | --------- | --------- | ----------------- | ----------------- | ----------------- | ----------------- | ------------- | ------------- | ------------- | ------------- | ------------ | ----- | ----- | ----- |  |
| Saison    | Club          | Div.        | Matchs joués | Buts        | P.d.        | Eff.        | Matchs joués | Buts      | P.d.      | Eff.      |                   |                   |                   |                   | Matchs joués  | Buts          | P.d.          | Eff.          | Matchs joués | Buts  | P.d.  | Eff.  |  |
| 2009/2010 | Panserraikos  | 2           |              |             |             |             |              |           |           |           |                   |                   |                   |                   |               |               |               |               |              |       |       |       |  |
| 2008/2009 | APOEL Nicosie | 1           |              |             |             |             | 4            |           |           |           |                   |                   |                   |                   |               |               |               |               | 4            |       |       |       |  |
| 2007/2008 | APOEL Nicosie | 1           |              |             |             |             |              |           |           |           | 1                 |                   |                   |                   |               |               |               |               | 1            |       |       |       |  |
| 2006/2007 | APOEL Nicosie | 1           |              |             |             |             | 4            |           |           |           |                   |                   |                   |                   |               |               |               |               | 4            |       |       |       |  |
| 2005/2006 | Iraklis       | 1           | 19           |             |             |             |              |           |           |           |                   |                   |                   |                   |               |               |               |               | 19           |       |       |       |  |
| 2004/2005 | Iraklis       | 1           | 25           | 1           |             | 2150        |              |           |           |           |                   |                   |                   |                   |               |               |               |               | 25           | 1     |       | 2150  |  |
| 2003/2004 | Wasquehal     | 3           | 8            | 1           |             | 720         |              |           |           |           | 1                 |                   |                   |                   |               |               |               |               | 9            | 1     |       | 810   |  |
| 2002/2003 | Istres        | 2           | 30           | 1           |             | 2448        |              |           |           |           | 3                 |                   |                   |                   |               |               |               |               | 33           | 1     |       | 2778  |  |
| 2001/2002 | Istres        | 2           | 23           |             |             |             |              |           |           |           | 2                 |                   |                   |                   |               |               |               |               | 25           |       |       |       |  |
| 2000/2001 | Istres        | 3           | 21           | 1           |             | 1837        |              |           |           |           |                   |                   |                   |                   |               |               |               |               | 21           | 1     |       | 1837  |  |
| 1999/2000 | Paris S-G B   | 4           | 4            | 1           |             | 345         |              |           |           |           |                   |                   |                   |                   |               |               |               |               | 4            | 1     |       | 345   |  |
| 1998/1999 | Paris S-G B   | 4           | 6            |             |             |             |              |           |           |           |                   |                   |                   |                   |               |               |               |               | 6            |       |       |       |  |
| 1997/1998 | Paris S-G B   | 4           | 5            |             |             |             |              |           |           |           |                   |                   |                   |                   |               |               |               |               | 5            |       |       |       |  |
| 1996/1997 | Paris S-G B   | 4           |              |             |             |             |              |           |           |           |                   |                   |                   |                   |               |               |               |               |              |       |       |       |  |
| 1995/1996 | Paris S-G B   | 4           |              |             |             |             |              |           |           |           |                   |                   |                   |                   |               |               |               |               |              |       |       |       |  |
| TOTAL     | TOTAL         |             | 141          | 5           |             | 2367        | 8            |           |           |           | 7                 |                   |                   |                   |               |               |               |               | 156          | 5     |       | 2652  |  |